# タイランド・クリエイティブ・アンド・デザインセンター
タイランド・クリエイティブ・アンド・デザインセンター（タイ語:ศูนย์สร้างสรรค์งานออกแบบ、英語:Thailand Creative and Design Center、略名：TCDC）は、タイ王国バンコクにある美術館。

## 概要
タイランド・クリエイティブ・アンド・デザインセンター（TCDC）は、BTSプロームポン駅前エンポリアム6階に2003年2月開館した美術館。首相府の公社、知識管理開発事務所の管轄。TCDCの設立目的は、新しい知的財産育成のためにタイ市民に世界中の思想家、造形家の知識、作品に触れ、楽しみ、身のうちに経験を吸収する機会を提供することである。建物内の施設として、常設展示室（300m²）、企画展示室（500m²）、図書館（25,000冊）、資料室（4,500サンプル）、オーディトリアム（155m²）、レストラン、ミュージアムショップがある。開館時間は10:30-21:00。月曜休館。入館無料。

## 立地
- BTSプロームポン駅前エンポリアム6階